# Pathé Vaise
Le Pathé Vaise est un cinéma situé dans le quartier de Vaise, dans le 9e arrondissement de la ville de Lyon.

## Description
Il est situé au numéro 43 de la rue des Docks, entre la Saône et les rails de la gare de Lyon-Vaise, au cœur du quartier de l'industrie. Il est implanté dans un ancien batiment industriel rénové en 2007, anciennement usine d'embouteillage de la Sté Guichard-Perrachon-Casino dite les Chais Beaucairois.
Le cinéma compte quatorze salles pour un total de 2 600 places, dont une salle Dolby Cinema depuis le 13 décembre 2017 (la deuxième de ce type en France),.

## Historique
Il est installé dans le bâtiment des docks Chais Beaucairois, un des derniers vestiges du passé industriel du quartier de Vaise. Le bâtiment est inscrit à l'inventaire des monuments historiques de France depuis le 3 juillet 2003,.